# Lista de membros titulares da Academia Brasileira de Ciências empossados em 1972
Esta lista contém os nomes dos membros titulares da Academia Brasileira de Ciências empossados em 1972.
| Imagem | Nome          | Datas de nascimento e falecimento | Local de nascimento | Área de especialização | Alma mater | Data de posse       | Conhecido por | Referências |
| ------ | ------------- | --------------------------------- | ------------------- | ---------------------- | ---------- | ------------------- | ------------- | ----------- |
|        | Pedro Nowosad | 30 de junho de 1934               | Porto Alegre, RS    | Ciências Matemáticas   | UFRGS      | 18 de abril de 1972 |               |             |